# Fiscal general adjunto de los Estados Unidos
El fiscal general adjunto de los Estados Unidos (en inglés: United States deputy attorney general) es el segundo funcionario de mayor rango en el Departamento de Justicia de los Estados Unidos y supervisa el funcionamiento diario del departamento. El fiscal general adjunto actúa como fiscal general durante la ausencia del fiscal general.
El fiscal general adjunto es una designación política del presidente de los Estados Unidos y asume el cargo después de la confirmación del Senado de los Estados Unidos. El puesto fue creado en 1950.

## Lista de fiscales generales adjuntos de los Estados Unidos
| #        | Imagen                            | Nombre                | Inicio                  | Término                 | Presidente(s)             |
| -------- | --------------------------------- | --------------------- | ----------------------- | ----------------------- | ------------------------- |
| 1        |                                   | Peyton Ford           | 24 de mayo de 1950      | 1951                    | Harry S. Truman           |
| 2        |                                   | A. Devitt Vanech      | 1951                    | 1952                    | Harry S. Truman           |
| 3        |                                   | Ross L. Malone        | 1952                    | 20 de enero de 1953     | Harry S. Truman           |
| 4        |                                   | William P. Rogers     | 20 de enero de 1953     | 23 de octubre de 1957   | Dwight D. Eisenhower      |
| 5        |                                   | Lawrence Walsh        | 29 de diciembre de 1957 | 20 de enero de 1961     | Dwight D. Eisenhower      |
| 6        |                                   | Byron White           | 20 de enero de 1961     | 16 de abril de 1962     | John F. Kennedy           |
| 7        |                                   | Nicholas Katzenbach   | 16 de abril de 1962     | 28 de enero de 1965     | John F. Kennedy           |
| 7        | John F. Kennedy Lyndon B. Johnson | Nicholas Katzenbach   | 16 de abril de 1962     | 28 de enero de 1965     |                           |
| 8        |                                   | Ramsey Clark          | 28 de enero de 1965     | 10 de marzo de 1967     | Lyndon B. Johnson         |
| 9        |                                   | Warren Christopher    | 10 de marzo de 1967     | 20 de enero de 1969     | Lyndon B. Johnson         |
| 10       |                                   | Richard Kleindienst   | 20 de enero de 1969     | 12 de junio de 1972     | Richard Nixon             |
| 11       |                                   | Ralph E. Erickson     | 1972                    | 1973                    | Richard Nixon             |
| 12       |                                   | Joseph Sneed          | febrero de 1973         | 9 de julio de 1973      | Richard Nixon             |
| 13       |                                   | William Ruckelshaus   | 9 de julio de 1973      | 20 de octubre de 1973   | Richard Nixon             |
| 14       |                                   | Laurence Silberman    | 20 de enero de 1974     | 6 de abril de 1975      | Richard Nixon Gerald Ford |
| 15       |                                   | Harold R. Tyler Jr.   | 6 de abril de 1975      | 20 de enero de 1977     | Gerald Ford               |
| 16       |                                   | Peter F. Flaherty     | 12 de abril de 1977     | 9 de diciembre de 1977  | Jimmy Carter              |
| 17       |                                   | Benjamin Civiletti    | 16 de mayo de 1978      | 16 de agosto de 1979    | Jimmy Carter              |
| Interino |                                   | Charles Ruff          | 16 de agosto de 1979    | 27 de febrero de 1980   | Jimmy Carter              |
| 18       |                                   | Charles Byron Renfrew | 27 de febrero de 1980   | 20 de enero de 1981     | Jimmy Carter              |
| 19       |                                   | Edward C. Schmults    | 1981                    | 3 de febrero de 1984    | Ronald Reagan             |
| 20       |                                   | Carol E. Dinkins      | 23 de mayo de 1984      | 1985                    | Ronald Reagan             |
| 21       |                                   | D. Lowell Jensen      | 1985                    | 25 de junio de 1986     | Ronald Reagan             |
| 22       |                                   | Arnold Burns          | julio de 1986           | julio de 1988           | Ronald Reagan             |
| 23       |                                   | Harold G. Christensen | julio de 1988           | 22 de mayo de 1988      | Ronald Reagan             |
| 24       |                                   | Donald B. Ayer        | noviembre de 1989       | 11 de mayo de 1990      | George H. W. Bush         |
| 25       |                                   | William P. Barr       | 26 de mayo de 1990      | 26 de noviembre de 1991 | George H. W. Bush         |
| 26       |                                   | George Terwilliger    | 26 de noviembre de 1991 | 20 de enero de 1993     | George H. W. Bush         |
| 27       |                                   | Philip Heymann        | 28 de mayo de 1993      | 17 de marzo de 1994     | Bill Clinton              |
| 28       |                                   | Jamie Gorelick        | 17 de marzo de 1994     | mayo de 1997            | Bill Clinton              |
| 29       |                                   | Eric Holder           | 13 de junio de 1997     | 20 de enero de 2001     | Bill Clinton              |
| Interino |                                   | Robert Mueller        | 20 de enero de 2001     | 10 de mayo de 2001      | George W. Bush            |
| 30       |                                   | Larry Thompson        | 10 de mayo de 2001      | 31 de agosto de 2003    | George W. Bush            |
| 31       |                                   | James Comey           | 9 de noviembre de 2003  | 15 de agosto de 2005    | George W. Bush            |
| Interino |                                   | Robert McCallum Jr.   | 15 de agosto de 2005    | 17 de marzo de 2006     | George W. Bush            |
| 32       |                                   | Paul McNulty          | 17 de marzo de 2006     | 26 de julio de 2007     | George W. Bush            |
| Interino |                                   | Craig S. Morford      | 26 de julio de 2007     | 10 de marzo de 2008     | George W. Bush            |
| 33       |                                   | Mark Filip            | 10 de marzo de 2008     | 20 de enero de 2009     | George W. Bush            |
| 34       |                                   | David W. Ogden        | 12 de marzo de 2009     | 5 de febrero de 2010    | Barack Obama              |
| Interino |                                   | Gary Grindler         | 5 de febrero de 2010    | 29 de diciembre de 2010 | Barack Obama              |
| 35       |                                   | James M. Cole         | 29 de diciembre de 2010 | 8 de enero de 2015      | Barack Obama              |
| 36       |                                   | Sally Yates           | 10 de enero de 2015     | 30 de enero de 2017     | Barack Obama              |
| 36       | Barack Obama Donald Trump         | Sally Yates           | 10 de enero de 2015     | 30 de enero de 2017     |                           |
| Interino |                                   | Dana Boente           | 9 de febrero de 2017    | 25 de abril de 2017     | Donald Trump              |
| 37       |                                   | Rod Rosenstein        | 26 de abril de 2017     | 11 de mayo de 2019      | Donald Trump              |
| Interino |                                   | Ed O'Callaghan        | 13 de mayo de 2019      | 22 de mayo de 2019      | Donald Trump              |
| 38       |                                   | Jeffrey A. Rosen      | 22 de mayo de 2019      | 23 de diciembre de 2020 | Donald Trump              |
| Interino |                                   | Richard Donoghue      | 24 de diciembre de 2020 | 20 de enero de 2021     | Donald Trump              |
| Interino |                                   | John P. Carlin        | 21 de enero de 2021     | 21 de abril de 2021     | Joe Biden                 |
| 39       |                                   | Lisa Monaco           | 21 de abril de 2021     | 20 de enero de 2025     | Joe Biden                 |
| Interino |                                   | Emil Bove             | 20 de enero de 2025     | 6 de marzo de 2025      | Donald Trump              |
| 40       |                                   | Todd Blanche          | 6 de marzo de 2025      | En el cargo             | Donald Trump              |